# Cristais Paulista (ort)
Cristais Paulista är en ort i Brasilien.   Den ligger i kommunen Cristais Paulista och delstaten São Paulo, i den sydöstra delen av landet, 500 km söder om huvudstaden Brasília. Cristais Paulista ligger 964 meter över havet och antalet invånare är 7 591.
Terrängen runt Cristais Paulista är platt västerut, men österut är den kuperad. Runt Cristais Paulista är det tätbefolkat, med 308 invånare per kvadratkilometer.. Närmaste större samhälle är Franca, 15,8 km söder om Cristais Paulista.
Omgivningarna runt Cristais Paulista är huvudsakligen savann.